# Eurytoma rubriventris
Eurytoma rubriventris är en stekelart som beskrevs av Girault och Alan Parkhurst Dodd 1915. Eurytoma rubriventris ingår i släktet Eurytoma och familjen kragglanssteklar. Inga underarter finns listade i Catalogue of Life.